# Чибирєв Віктор Васильович
Віктор Васильович Чибирєв (нар. 15 липня 1947, Пенза) — український хокейний тренер. Заслужений тренер України. Заслужений працівник фізичної культури і спорту України.

## Біографічні відомості
Вихованець пензенської хокейної школи. Виступав за місцевий «Дизеліст», омський «Каучук», «Сибір» з Новосибірська і київський «Сокіл». Володів сильним і точним кидком. Всього провів понад 400 лігових матчів, 85 закинутих шайб. Майстер спорту СРСР.
Закінчив Омський інститут фізичної культури за спеціальністю тренер-викладач. З 1977 року працював з молоддю в системі київського «Сокола».
Під його керівництвом команда 1967 року народження, першою серед українських колективів, стала призером чемпіонату СРСР. Це сталося в сезоні 1983/84. Фінальний турнір проходив в Уфі. Кияни здобули 10 очок в семи матчах, поступилися господарям змагань одним і в підсумку посіли друге місце. У томі складі виступали Євген Бруль, Володимир Кирик, Василь Василенко, Ігор Чибирєв, Дмитро Христич та ін.
Команда 1974 року народження повторила цей успіх в юнацькому чемпіонаті СРСР-91. Очолював команду ШВСМ, входив до тренерського штабу «Сокола». Був тренером юнацької і молодіжної збірних України.
Син Ігор два сезони виступав за команду Національної хокейної ліги «Гартфорд Вейлерс» і був учасником зимових Олімпійських ігор 2002 у складі збірної України.

## Статистика
| Сезон   | Клуб                   | Ліга   | І  | Г  | П | О  | ШХ |
| ------- | ---------------------- | ------ | -- | -- | - | -- | -- |
| 1965-66 | «Дизеліст» (Пенза)     | СРСР-2 | 2  | 0  | 0 | 0  | 0  |
| 1966-67 | «Дизеліст» (Пенза)     | СРСР-2 | 1  | 0  | 0 | 0  | 0  |
| 1967-68 | «Дизеліст» (Пенза)     | СРСР-2 | 5  | 0  | 0 | 0  | 12 |
| 1968-69 | «Каучук» (Омськ)       | СРСР-3 | -  | 6  | - | -  | -  |
| 1969-70 | «Каучук» (Омськ)       | СРСР-3 | -  | 9  | - | -  | -  |
| 1970-71 | «Каучук» (Омськ)       | СРСР-3 | -  | 7  | - | -  | -  |
| 1971-72 | «Сибір» (Новосибірськ) | СРСР-2 | 44 | 7  | 1 | 8  | 14 |
| 1972-73 | «Сибір» (Новосибірськ) | СРСР-2 | 46 | 13 | 1 | 14 | 34 |
| 1973-74 | «Сибір» (Новосибірськ) | СРСР-2 | 48 | 11 | 4 | 15 | 44 |
| 1974-75 | «Сокіл» (Київ)         | СРСР-2 | 48 | 16 | 2 | 18 | 42 |
| 1975-76 | «Сокіл» (Київ)         | СРСР-2 | 52 | 8  | 5 | 13 | 41 |
| 1976-77 | «Сокіл» (Київ)         | СРСР-2 | 45 | 8  | 2 | 10 | 14 |